# Cyllognatha subtilis
Cyllognatha subtilis är en spindelart som beskrevs av Ludwig Carl Christian Koch 1872. Cyllognatha subtilis ingår i släktet Cyllognatha och familjen klotspindlar. Inga underarter finns listade i Catalogue of Life.